# Michael Corballis
Michael Charles Corballis (Marton, 10 settembre 1936 – 15 novembre 2021) è stato uno psicologo e neuroscienziato neozelandese.
È stato professore nel dipartimento di psicologia dell'Università di Auckland in Nuova Zelanda.

## Biografia e lavoro scientifico
Figlio di Philip Patrick Corballis e Alice Elizabeth Harris, dopo aver completato un Master in Scienze all'Università della Nuova Zelanda nel 1959 ha conseguito un Master of Arts all'Università di Auckland, in Nuova Zelanda, nel 1962. Lo stesso anno, l'8 maggio 1962, sposa Barbara Elizabeth Wheeler. Si trasferisce poi alla McGill University a Montréal in Canada, dove diventa dottore in psicologia nel 1968, e comincia ad insegnare. Durante gli anni come professore alla McGill, fino al 1978, approfondisce le proprie ricerche nel campo delle neuroscienze cognitive analizzando sistemi cognitivi complessi quali percezione, attenzione e memoria e avviando un programma di ricerca sull'asimmetria cerebrale.
Questo programma di ricerca riceverà un notevole impulso a partire dagli anni Ottanta, in concomitanza con il ritorno all'Università di Auckland e con la costituzione di un gruppo di studio specializzato.
Negli ultimi anni, gli interessi di Corballis si sono orientati verso la biologia evoluzionistica, contribuendo in modo significativo alla naturalizzazione della mente e dei processi cognitivi complessi quali il linguaggio e la teoria della mente.
Di grande risonanza internazionale è la sua ipotesi sull'origine filogenetica del linguaggio umano espressa nel libro Dalla mano alla bocca, secondo la quale il linguaggio articolato umano avrebbe il proprio antecedente biologico nei linguaggi segnaletici.

## Opere

### Articoli
- Much ado about mirrors, Psychonomic Bulletin & Review, 2000.
- Interhemispheric transfer of colour and shape information in the presence and absence of the corpus callosum, Neuropsychologia, 2000.
- Interhemispheric visual integration in three cases of familial callosal agenesis, Neuropsychologia, 2000.
- How laterality will survive the millennium bug, Brain & Cognition, 2000.
- Effect of luminance on successiveness discrimination in the absence of the corpus callosum, Neuropsychologia, 2000.
- Incomplete gustatory lateralization as shown by analysis of taste discrimination after callosotomy, Journal of Cognitive Neuroscience, 2000.
- Interhemispheric comparisons in a man with complete forebrain commissurotomy, Neuropsychologia, 2000.
- Comparing a single case with a control sample: Refinements and extensions, Neuropsychologia, 2009.
- Mirror neurons and the evolution of language, Brain & Language, 2010.

### Capitoli in libri altrui
- Michael Gazzaniga e Jennifer Altman, Brain and Mind: Evolutionary Perspectives, 1998.
- M. Sabourin, Fergus Craik e M. Robert Advances in psychological science: Vol. 2. Biological and cognitive aspects, 1998.
- S. Della Sala, Mind myths, 1999.
- C. Davidson e M. Tolich, Social science research in New Zealand, 1999.
- K. Pawlik e M. Rosenzweig, International handbook of psychology, 2000.
- N.W. Bond e K. McConkey, Psychological science: An introduction, 2000.

### Opere proprie
- The descent of mind: Psychological perspectives on hominid evolution, Oxford University Press, 1999.
- Twin lateralisation, Psychology Press, 1999.
- Did Language Evolve from Manual Gestures? In Alison Wray, editor, The Transition to Language, Oxford University Press, 2002.
- Dalla mano alla bocca. Le origini del linguaggio (From Hand to Mouth: The Origins of Language, 2003), Raffaello Cortina, 2008, 334 pp., EAN 9788860302052
- The Recoursive Mind: The Origins of Human Language, Thought, and Civilization, Princeton University Press, 2011.
- La mente che vaga: Cosa fa il cervello quando siamo distratti, Raffaello Cortina, 2018
- La verità sul linguaggio (per quel che ne so) (The Truth about Language: What it Is and Where it Came From), Carocci editore, 2020